# Arte casita
Los casitas gobernaron el sur de Mesopotamia desde aproximadamente 1531 a. C. hasta 1155 a. C. El imperio fue gobernado desde la ciudad de Dur-Kurigalzu, y luego probablemente desde Babilonia, después de que los casitas tomaran Babilonia. La mayor parte del arte que queda de este período consiste en kudurrus y fragmentos de cerámica, aunque se han encontrado algunos otros artefactos de vidrio e impresiones de sellos. Los motivos que aparecen en estas obras a menudo recuerdan al arte babilónico y asirio. 

## Kudurru

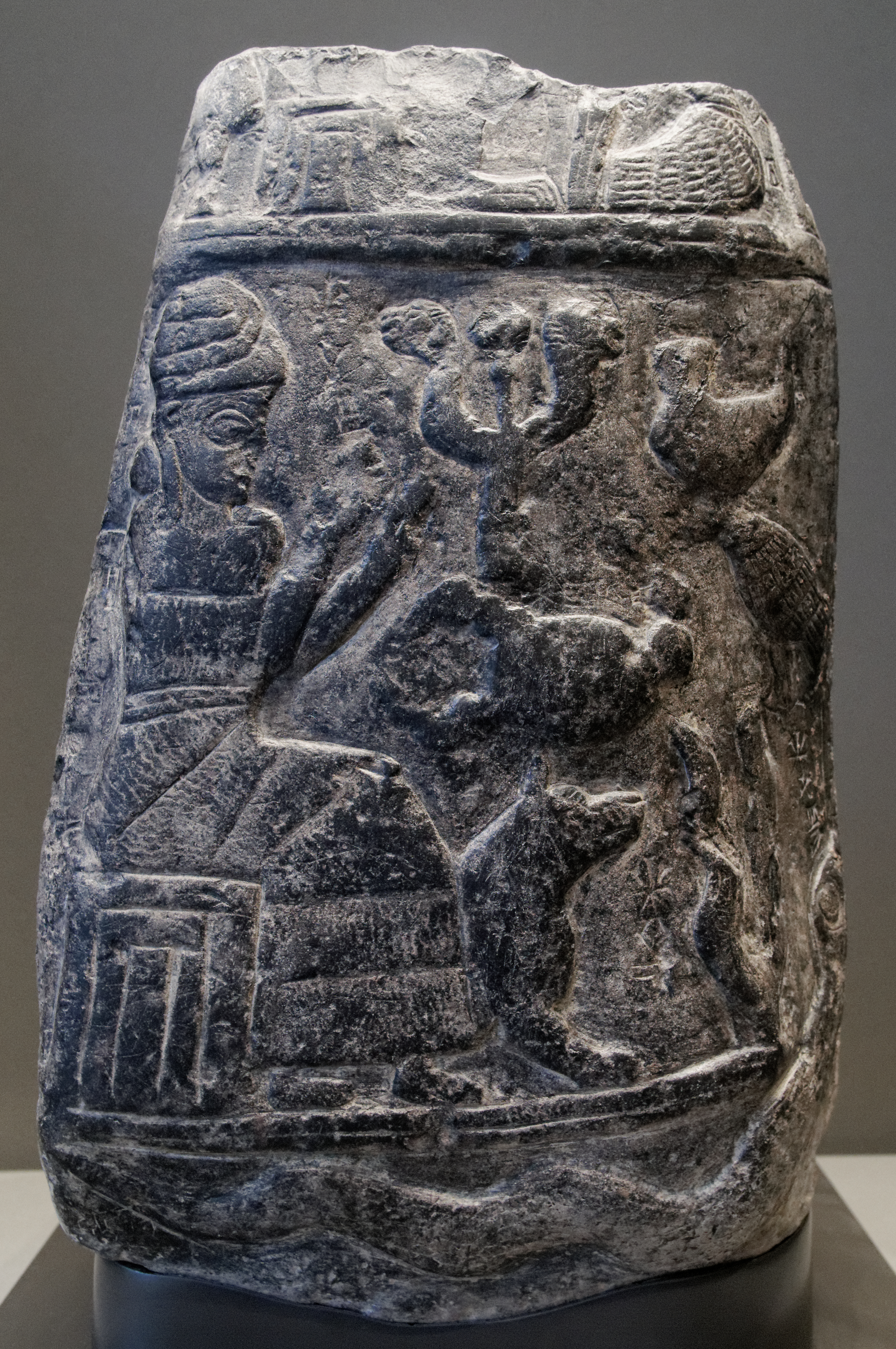
Kudurru del período casita.

Los kudurru son hitos fronterizos usadao por varios imperios de Oriente Medio, incluyendo los casitas, para marcar los límites de las propiedades. Estaban hechos principalmente de piedra. El Kudurru de Warwick representa a un hombre con barba rizada. Se le muestra de pie en una postura que se ve a menudo en el arte egipcio, con la cabeza de perfil, el pecho de frente y las piernas de perfil. El bordado de su túnica tiene rosetas, leonas, diseños lineales y árboles sagrados, imágenes que se pueden ver en el arte de los Imperios babilónico y asirio. Las tallas casitas en relieve  muestran imágenes de dioses, diosas y criaturas humanas y toros. Las deidades casitas se mostraban normalmente con tocados triangulares o con cuernos, y a menudo se colocaban alrededor de inscripciones cuneiformes.

## Cerámica
Los casitas produjeron una cantidad sustancial de cerámica. Estas piezas se hacían generalmente con fines funcionales o para entierros. Muchos pequeños hornos de cerámica, generalmente de no más de 2 metros de diámetro con cúpulas, fueron encontrados en la ciudad babilónica de Dilbat. Las copas y los cuencos ondulados se encuentran comúnmente en los depósitos de cerámica casita. También se encontraron otros artículos de cerámica, como trampas para animales pequeños y recipientes que se cree que eran para fruta.

## Obras de vidrio
Se encontraron restos de dos vasos casitas de vidrio en las ruinas de Hasanlu, en el noroeste de Irán. El sitio fue quemado hasta los cimientos en la última parte del siglo IX a. C., conservando muchos objetos que a menudo se perdían en otros sitios, después del fin del dominio casita. Las cristalerías encontradas en el interior de una de las estructuras se habían conservado de la época de los casitas como preciosos recuerdos, basándose en la riqueza de los otros artefactos encontrados junto a los fragmentos de vidrio. Se ha determinado que el edificio en el que se encontraron las piezas es un templo, y se teoriza que los vasos de cristal se utilizaban en prácticas rituales y devocionales.
Las imágenes de estos vasos incluyen motivos comúnmente usados en el arte casita. Se representan figuras masculinas con ricas túnicas desfilando alrededor de la sección central. Tienen grandes barbas azules y altos sombreros en las figuras que podrían ser sepadores de lo divino o lo real. Debajo de esta línea de figuras, separadas por una línea de patrones geométricos, está la representación de dos cuadrúpedos con cuernos enfrentados a una planta central. Este motivo se ve a menudo en otras obras que se utilizaban como dedicatorias o prácticas rituales en la religión casita. Los cristales utilizados para crear estas imágenes eran de colores muy brillantes, y un análisis más detallado ha revelado que eran de color azul brillante, blanco y rojo-naranja.
El proceso de fabricación de piezas como éstas habría requerido altos niveles de especialización en la elaboración de vidrio. Estas piezas fueron hechas para parecer mosaicos usando moldes y hornos cuidadosamente controlados.

## Impresiones de sellos

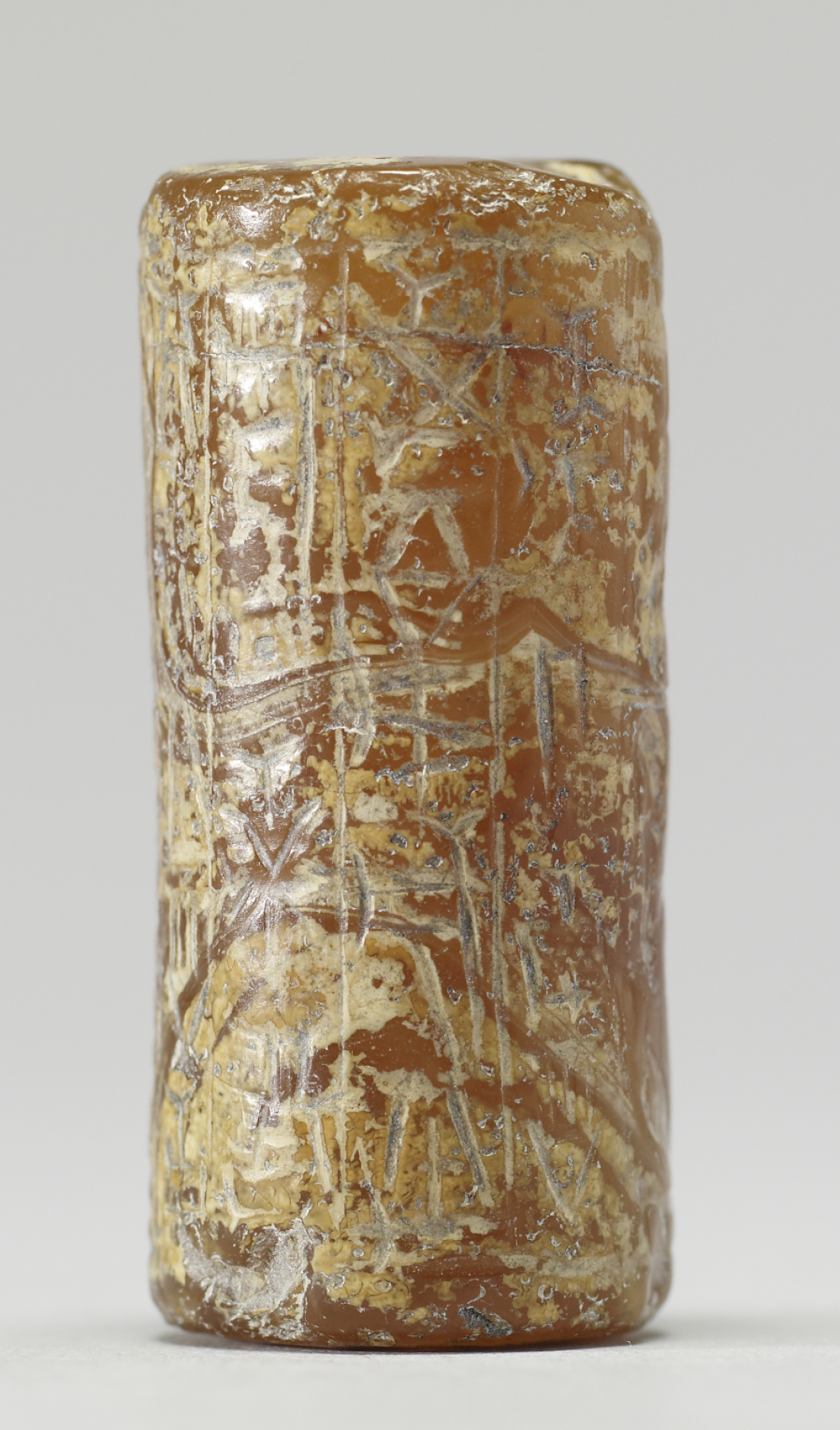
Sello cilíndrico casita.

Los sellos se utilizaron ampliamente en los reinos del próximo Oriente durante el gobierno de los casitas. Se usaban para marcar los artículos oficiales y la propiedad. Las imágenes creadas por estos sellos eran únicas para cada sello, pero muchos compartían el mismo tema. Hombres con barba, símbolos religiosos, cuadrúpedos con cuernos, y la fauna se muestran a menudo en estas imágenes. Los sellos estaban generalmente hechos de piedra, vidrio o arcilla. Las imágenes se hacían estampando o enrollando los sellos en arcilla húmeda. Los casitas hacían estos sellos usando herramientas y técnicas como ruedas lapidarias de arco, abrasivos, micro escamas, taladrado y limado.